# Tunnel Ahmed Hamdi
Le tunnel Ahmed Hamdi est un tunnel routier sous le canal de Suez qui relie le Sinaï au reste de l'Égypte.
Le tunnel a été construit en 1981 par la société britannique Tarmac. En 1992, le gouvernement japonais a contracté un emprunt pour engager des réparations devenues nécessaires.
En 2015, il est envisagé que six autres tunnels devraient être construits pour empêcher l'isolement du Sinaï par le canal.
| \| Localisation du Canal de Suez dans le Monde \| Port-Saïd Pont du Canal de Suez Pont d'El Ferdan Ismaïlia Lac Timsah Grand Lac Amer Petit Lac Amer Tunnel Ahmed Hamdi Suez |
| Localisation du Canal de Suez dans le Monde |